# Sanogasta minuta
Sanogasta minuta är en spindelart som först beskrevs av Eugen von Keyserling 1891.  Sanogasta minuta ingår i släktet Sanogasta och familjen spökspindlar. Inga underarter finns listade i Catalogue of Life.